# Holcencyrtus elegans
Holcencyrtus elegans är en stekelart som först beskrevs av Gordh och Trjapitzin 1978.  Holcencyrtus elegans ingår i släktet Holcencyrtus och familjen sköldlussteklar. Inga underarter finns listade i Catalogue of Life.